# Clytia noliformis
Clytia noliformis är en nässeldjursart som först beskrevs av Edward McCrady 1859.  Clytia noliformis ingår i släktet Clytia och familjen Campanulariidae. Inga underarter finns listade i Catalogue of Life.